# Coinage Act of 1834
Pour les articles homonymes, voir Coinage Act.
Le Coinage Act of 1834 (en français, loi sur la monnaie de 1834), voté par le Congrès des États-Unis le 28 juin 1834, adapte le prix de l'or au prix de l'argent. La loi définit la valeur proportionnelle de l'or et de l'argent ainsi : 16 unités d'argent pur pour 1 unité d'or pur, l'or valant seize fois plus que l'argent.